# El caso del señor vestido de violeta
El caso del señor vestido de violeta es una obra de teatro en tres actos de Miguel Mihura, estrenada el 17 de abril de 1954.

## Argumento
Roberto Zarzalejo es un excéntrico torero que es estrafalario hasta en las acciones más cotidianas. Roberto es víctima de un síndrome patológico, el complejo de viejecita, causado porque fue su abuela quien le obligó a desarrollar esa profesión. Con la llegada del Doctor Rimosky, se intentará poner remedio a la situación.

## Representaciones destacadas
- Teatro (Estreno, 1954). Intérpretes: Fernando Fernán Gómez, Pilar Armesto, Mercedes Muñoz Sampedro, Pilar Laguna, María Luisa Ponte, Manuel Alexandre, Rafael Bardem, Agustín González, Fernando Guillén, Joaquín Roa.
- Televisión (8 de abril de 1969, en el espacio de TVE, Estudio 1). Intérpretes: Fernando Delgado, Carmen de la Maza, José Vivó, José Blanch, José Segura, Manuel Alexandre.